# 阿爾薩斯 (加利福尼亞州)
阿古爾薩斯（英語：Alsace）是位於美國加利福尼亞州洛杉磯縣的一個非建制地區。該地的面積和人口皆未知。

## 地理
阿古爾薩斯的座標為33°58′43″N 118°24′56″W / 33.97861°N 118.41556°W，而該地的平均海拔高度為5米（即16英尺）。